# Czekaszewo
Czekaszewo (ros. Чекашево) – wieś (dieriewnia) w Rosji, w obwodzie kirowskim, w rejonie wiatskopolańskim. W 2010 liczyła 564 mieszkańców.